# Lorella Boccia
Lorella Boccia (Torre Annunziata, 27 dicembre 1991) è una ballerina e conduttrice televisiva italiana.
Divenuta nota al grande pubblico a seguito della sua partecipazione alla dodicesima edizione del talent show Amici di Maria De Filippi, è stata la prima ballerina italiana ingaggiata nel film Step Up: All In. Parallelamente alla carriera da ballerina professionista, ha condotto alcuni programmi televisivi, tra cui Colorado, Rivelo, Venus Club e Made in Sud.

## Biografia
Nata a Torre Annunziata, frequenta sin dall'infanzia scuole di danza classica e moderna, conseguendo il diploma in danza. Successivamente al diploma intraprende la carriera da ballerina al Teatro di San Carlo di Napoli, negli spettacoli Il Guarracino e La Bella Addormentata. Nel 2009 viene scelta nel cast dell'Aida di Franco Zeffirelli.
Nel 2011 è stata scelta per il programma Rai in occasione dei 150 anni dell'Unità d'Italia, dove lavora con il coreografo Gino Landi, ed entra a far parte del cast di ballerini del tour teatrale di Biagio Izzo. Trasferitasi a Roma, nel corso del 2012 è presente nei corpi di ballo di Mettiamoci all'opera, Attenti a quei due - La sfida, Per tutta la vita...?. Nell'ottobre dello stesso anno passa le selezioni della dodicesima edizione di Amici di Maria De Filippi, classificandosi settima nella fase del serale del programma.
Nel 2013, dopo aver partecipato al film Third Person del regista Paul Haggis, diviene la prima ballerina italiana ad essere inserita nel cast del film hollywoodiano Step Up: All In, distribuito nell'anno successivo. Affianca inoltre Paolo Ruffini e Olga Kent alla conduzione del programma Mediaset Colorado ed entra in tournée con Evolushow di Enrico Brignano nei principali teatri italiani. Nell'autunno del 2014 è presente nel corpo di ballo di Sogno e son desto, condotto da Massimo Ranieri.
Dal 2016 entra a far parte del cast dei professionisti di Amici di Maria De Filippi. Nel 2018 è nel 2019 ha condotto insieme a Paolo Ciavarro e Marcello Sacchetta il day-time di Amici di Maria De Filippi su Real Time. Sulla stessa rete ha condotto il talk show Rivelo, in cui ha intervistato personaggi dello spettacolo, andato in onda sino al 2020. Sempre nel 2018 ha condotto assieme a Ezio Greggio il Monte-Carlo Film Festival. Nel 2019 è stata presente tra i professionisti di Amici Celebrities. Nel 2020 è stata scelta con Giulia Pauselli tra i ballerini principali del video del brano Ciclone di Takagi & Ketra, Elodie e Mariah.
Nel 2021 ha condotto il programma Venus Club su Italia 1, affiancata da Iva Zanicchi e Mara Maionchi. Nell'aprile 2022 ha condotto assieme a Clementino la quindicesima edizione di Made in Sud su Rai 2. Nel giugno 2024 è tornata in televisione conducendo il programma Camper in viaggio su Rai 1. Nel marzo 2025 insieme a Marco Conidi inizia a condurre Musica mia, programma di Rai 2 incentrato sulla musica popolare.

## Vita privata
Dal 1º giugno 2019 è sposata con l'imprenditore e produttore televisivo Niccolò Presta. La prima figlia della coppia, Luce Althea, nasce il 20 ottobre 2021.

## Filmografia

### Cinema
- Third Person, regia di Paul Haggis (2013)
- Step Up: All In, regia di Trish Sie (2014)
- Vita, cuore, battito, regia di Sergio Colabona (2016)

### Televisione
- Fatti unici – serie TV (Rai 2, 2015)

### Videoclip
- Ciclone di Takagi & Ketra, Elodie e Mariah  (2020)

## Programmi televisivi
- 150 anni dell'Unità d'Italia (Rai 1, 2011) - ballerina
- Colorado (Italia 1, 2011) - ballerina
- Mettiamoci all'opera (Rai 1, 2012) - ballerina
- Attenti a quei due - La sfida (Rai 1, 2012) - ballerina
- Per tutta la vita...? (Rai 1, 2012) - ballerina
- Amici di Maria De Filippi (Canale 5, Real Time, 2012-2013, 2016-2019) - concorrente (2012-2013), ballerina professionista (2016-2019), conduttrice daytime (2018-2019)
- Colorado (Italia 1, 2013) - co-conduttrice
- Sogno e son desto (Rai 1, 2014) - ballerina
- Ciao Darwin (Canale 5, 2016) - ballerina
- Monte-Carlo Film Festival de la Comédie (Canale 5, 2018) - conduttrice
- Rivelo (Real Time, 2018-2020) - conduttrice
- Amici Celebrities (Canale 5, 2019) - ballerina
- Amici speciali (Canale 5, 2020) - ballerina
- Venus Club (Italia 1, 2021) - conduttrice
- Made in Sud (Rai 2, 2022) - conduttrice
- Camper in viaggio (Rai 1, 2024) - conduttrice
- Musica mia (Rai 2, Rai 1, 2025) - conduttrice
- Unomattina Weekly (Rai 1, dal 2025) - conduttrice

## Teatro
- Aida, regia di Franco Zeffirelli (2009)
- Biagio Izzo Tour, regia di Biagio Izzo (2011)
- Evolushow, regia di Enrico Brignano (2014-2015)
- Fatti unici, regia di Lello Arena, produzione Rai 2 (2015-2016)